# Валкумей
Валкумей (на руски: Валькумей; на чукчи: Вылӄыӈэй; букв. „Планина от въглища“) е бивше селище от градски тип в Чукотски автономен окръг, Русия.
Разположено е на около 12 km югозападно от Певек. Селището е изоставено в началото на 2000-те години, населението му към 2002 г. е 0 души.

## История
Селището е основано през 1941 г. във връзка с добиването на калай. Валкумейското находище е било известно още от 1930-те години, когато тук са намерени залежи на каситерит. Рудодобивът се е осъществявал благодарение на затворниците от ГУЛАГ. Поради икономическата криза от 1990-те години в Русия, рудникът затваря като нерентабилен. През 1998 г. селището е опразнено, а по-голямата част от населението се премества в Певек.

## Население
| 1959 | 1970 | 1979 | 1989 | 2002 | 2010 | 2015 |
| ---- | ---- | ---- | ---- | ---- | ---- | ---- |
| 2017 | 3059 | 3417 | 3906 | 0    | 0    | 0    |